# Johannes Borgermester
Johannes Borgermester (bl. 1327–1374) war 1355 Domherr zu Schwerin und 1361–1368 Domherr zu Lübeck.

## Leben
Johannes Borgermester stammte aus einer Wismarer Bürgerfamilie. Als Magister wurde er am 30. Juli 1327 mit clericus bezeichnet und vom 29. August 1343 bis zum 4. April 1352 ist er als Kanoniker zu Bützow belegt, wo er vom 24. Februar 1350 bis zum 3. April 1352 das Dekanat innehatte.
Danach verlieh Papst Klemens VI. das Dekanat am 3. April 1352 an Goswin Borentin.
Ab 19. April 1355 ist Johannes Borgermester als Domherr von Schwerin nachweisbar.
Als Pfarrer der Georgenkirche zu Wismar war Johannes vom 7. August 1358 bis zum 19. März 1363 tätig, bekam danach von Herzog Albrecht II. eine jährliche Dotation.
vom 25. November 1368 bis zum 20. November 1373 war Johannes Dekan der Kalandsbruderschaft in Wismar. Am 20. November 1373 präsentiert ihn Herzog Albrecht II. für eine Vikarie der Marienkirche in Wismar. 
Neben der Ausübung dieser geistlichen Ämter in Wismar war er vom 12. Mai 1328 bis zum 11. September 1336 noch für den Rat der Stadt tätig.
1359–1360 vertrat Johannes Borgermester den Herzog Albrecht II. im Streit mit dem Lübecker Domkapitel, dem er vom 15. März 1361 bis zum 24. April 1368 selbst als Domherr angehörte. Da die Lübecker Pfarrstellen mit einem Domkanonikat verbunden waren, währte seine Mitgliedschaft im Domkapitel über den angegebenen Zeitraum hinaus.
Danach war er vom 25. November 1368 an Pfarrer in Boizenburg. Am 7. Mai 1374 wurde er als Pfarrer von St. Ägidien zu Lübeck erwähnt.
Als päpstlicher Exekutor, nicht als Angehöriger des Schweriner Domkapitels, war er am 20. Mai 1350 im Prozess gegen den Schweriner Domdekan Konrad Campsor (Wechsler) und am 27. Januar 1371 bei der Ausführung einer päpstlichen Provision tätig. Am 31. Dezember 1374 wurde Johannes aus unbekannten Gründen durch ein Mandat des Generalauditors der apostolischen Kammer an die Kurie zitiert.